# Hamiter
Hamiter avsåg ursprungligen ättlingar till Noas son Ham, så som semiter ursprungligen var avkommor till Noas son Sem (Första Moseboken). Benämningen användes länge om diverse folkgrupper i Afrika, vars språk kallades hamitiska. Beteckningen är numera helt föråldrad och dessutom färgad av äldre tiders rasistiska värderingar.
Som hamitiska språk sammanfattas nämligen av vissa forskare en del av de språk som tillsammans med de semitiska utgör den afroasiatiska språkgruppen. Termen avser närmast berberspråken (använda av bland andra tuareger, kabyler och Kanarieöarnas försvunna urbefolkning guancherna), tchadspråken (exempelvis hausa), de kushitiska språken i öster (danakil, somali, galla med flera) och den forna egyptiskan, som fortlever i den liturgiskt använda koptiskan.